# Dellen (Luksemburg)
Dellen – wieś (Uertschaft) w zachodnim Luksemburgu, w kantonie Redange, w gminie Grosbous-Wahl. Do 3 października 2015 miejscowość leżała w dystrykcie Diekirch a do 31 sierpnia 2023 należała do gminy Grosbous. Liczy 103 mieszkańców (31 grudnia 2022). 